# Jazzanova

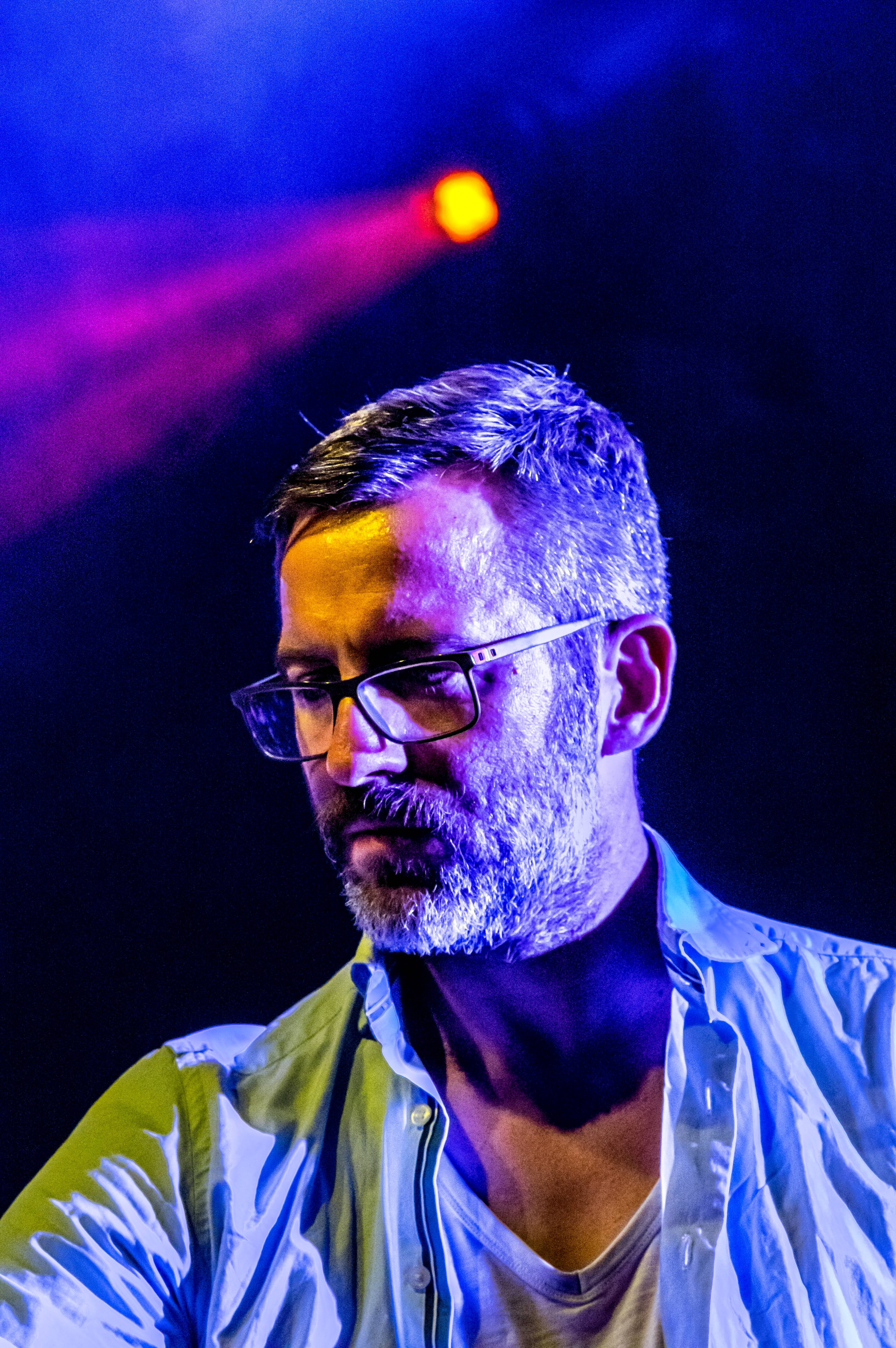
Alexander Barck,Zelt-Musik-Festival em 2015 Freiburg, Alemanha

Jazzanova é uma banda de Nu Jazz alemã formada em 1996 por DJ's e produtores nativos de Berlim. O selo Sonarkollektiv pertence à banda.
A música é diversa, com pitadas percussão afro, arranjos de música clássica, música chill out e muita influência de jazz.

## Membros atuais
- Alexander Barck (DJ
- Jürgen von Knoblauch (DJ)
- Claas Brieler (DJ)
- Roskow Kretschmann (produtor)
- Stefan Leisering (produtor)
- Axel Reinemer (Recording/Mixing)

## Discografia
Jazzanova Releases
- Jazzanova EP1, 12" - JCR001 (1997)
- Jazzanova EP2, 12" - JCR002 (1998)
- Jazzanova EP, Maxi-CD - JCR004 (1998)
- The Singles Collection 1997-2000, CD - SMEJ Associated Records (2000)
- Reworks From Japan, 12" - JCR014 (2001)
- Days To Come / That Night, 12" - JCR023-1 (2001)
- In Between, CD/3xLP - JCR025-2/JCR025-1 (2002)
- In Between EP, CD-Maxi - SMEJ Associated Records (2002)
- That Night Remixes, 12" - JCR026-1 (2002)
- No Use, 12"/CD-Maxi - JCR027 - (2001)
- Soon (Part One), 12" - JCR028-1 (2002)
- Soon, CD-Maxi - JCR028-2 (2002)
- Another New Day (Remixes), 12" - Ropeadope Records (2002)
- Days To Come Remixes, 12" - JCR032-1 (2002)
- Soon (Part Two), 12" - JCR033-1 (2002)
- Remixed, 2xCD/2xLP - JCR040-2/JCR040-1 (2003)
- Glow & Glare / Dance The Dance, 12" - SK025 (2004)
- Let Your Heart Be Free, 12" - SK032 (2004)
- Boom Clicky Boom Klack, 12" - SK094 (2006)
- Paz Et Futebol, Compilation - SK089CD (2006)
- Belle et Fou, Compilation - SK111CD (2007)
- Computer Incarnations For World Peace, Compilation - SK140CD (2007)
- …broad casting from OFFtrack radio, Compilation - SK144CD (2007)
- Ten Years, Who Cares?, Compilation - SK150CD (2007)
- Beats, Bites & Öxle - SK167CD (2007)
- Nueva Vision, Compilation - SK166CD (2007)
- Secret Love 4, Compilation - SK160CD (2007)
- Neujazz, Compilation - SK174CD (2008)
- Belle et Fou EP (w/Danny Krivit Edit), 12" - SK184 (2008)

Jazzanova Remixes
- Soul Quality Quartet "Toda Tersafeira" (Jazzanova Dub) - Soul Quality Quartet EP - Sonar Kollektiv (1999)
- Azymuth "Amazon Adventure" (Jazzanova Remix) - Off Limits - Sonar Kollektiv (1999)
- Tate's Place "Burning" (Jazzanova Remix) - Off Limits - Dynamite Joint Recordings (1999)
- Trüby Trio "Carajillo" (Jazzanova's Chant For Leo Mix) - Off Limits 2 - Compost Records (2000)
- Soul Quality Quartet "Toda Tersafeira" (Jazzanova Rework) - Sonar Kollektiv 2 - Sonar Kollektiv (2003)
- Nuspirit Helsinki "Honest" (Jazzanova's Honestly Yours Remix) - Honest w/ Jazzanova Remix - Sonar Kollektiv (2004)
- MJ Cole "Sincere" (Jazzanova Sincerely Yours Mix) feat. Nova Caspar & Jay Dee - The Remixes 1997-2000 - Mercury Records Ltd. (2005)
- Soul Quality Quartet "Toda Tersafeira" (Jazzanova Rework) - The Remixes 1997-2000 - Dialog Recordings/Sonar Kollektiv (2005)
- Visit Venus "Planet Of Breaks" (Jazzanova Mix) - The Remixes 1997-2000 - Yo Mama´s Records Co. (2005)
- Tate's Place "Burnin'" (Jazzanova Mix) - The Remixes 1997-2000 - Dynamite Joint Recordings (2005)
- Balanco "Metti Una Sera A Cena" (Jazzanova Mix)
- Ian Pooley "What's Your Number" (Jazzanova Renumber) - The Remixes 1997-2000 - V2 Records GmbH (2005)
- Liquid Lounge "Complete Life" (Jazzanova Mix) - The Remixes 1997-2000 - Pantounge Records (2005)
- Ursula Rucker "Circe" (Jazzanova Mix) - The Remixes 1997-2000 - Guidance Records (2005)
- Ski "Fifths" (Jazzanova 6 Sickth Mix) - The Remixes 1997-2000 - Sony Music (2005)
- Soul Bossa Trio "Words Of Love" (Re-Loved By Jazzanova) - The Remixes 1997-2000 - Wildjumbo Tokumo Japan Communications (2005)
- Azymuth "Amazon Adventure" (Jazzanova Mix) - The Remixes 1997-2000 - Far Out Records (2005)
- United Future Organization "Friends … We'll Be" (Jazzanova Mix) - The Remixes 1997-2000, Mercury Music Entertainment Co Ltd. (2005)
- Har-You Percussion Group "Welcome To The Party" (Jazzanova Mix) - The Remixes 1997-2000 - Ubiquity Records (2005)
- Karma "High Priestess" (Jazzanova Mix) - The Remixes 1997-2000 - Spectrum Works (2005)
- Incognito "Get Into My Groove" (Jazzanova Re-Groove) - The Remixes 1997-2000 - Universal Classics and Jazz (2005)
- Trüby Trio "Carajillo" (Jazzanova's "Chant For Leo" Mix) - The Remixes 1997-2000 - Compost Records (2005)
- Men from Nile "Watch Them Come!!!" (Jazzanova Remix) - The Remixes 1997-2000 - Underground Therapy (2005)
- Marshmellows "Soulpower" (Jazzanova's Straight Dub Mix) - The Remixes 1997-2000 - Infracom (2005)
- 4Hero "We Who Are Not As Others" (Jazzanova Mix) - The Remixes 1997-2000 - Talkin Loud/Mercury Records Ltd. (2005)
- Free Design "Lullaby" (J-Nova Remix) - The Remixes 2002-2005 - Zynczak Associates (2005)
- Nuspirit Helsinki "Honest" (Jazzanova's Honestly Yours Remix) - The Remixes 2002-2005 - Sonar Kollektiv (2005)
- Calexico "Black Heart" (Jazzanova's White Soul Dub) - The Remixes 2002-2005 - City Slang / Label / EMI (2005)
- Marcos Valle "Besteiras do Amor" (Jazzanova Remix) - The Remixes 2002-2005 - Far Out Recordings (2005)
- Eddie Gale "Song Of Will" (Jazzanova Rhythm Happening) - The Remixes 2002-2005 - Blue Note / EMI (2005)
- Shaun Escoffery "Let It Go" (Jazzanova Remix) - The Remixes 2002-2005 - Oyster Music Ltd. (2005)
- Status IV "You Ain't Really Down" (Jazzanova's Hey Baby Remix) - The Remixes 2002-2005 - Sonar Kollektiv (2005)
- Masters At Work Feat. Roy Ayers "Our Time Is Coming" (Jazzanova's Guestlist Mix) - The Remixes 2002-2005 - MAW (2005)
- Heavy "Wonderlove (For Minnie)" (Jazzanova Remix) - The Remixes 2002-2005 - Kindered Spirit (2005)
- Status IV "You Ain't Really Down" (Jazzanova's Hey Baby Beats) - You Ain't Really Down - Sonar Kollektiv (2005)
- Status IV "Hey Baby!" - You Ain't Really Down - Sonar Kollektiv (2005)
- Fat Freddys Drop "Breathe Easy Beats" - Flashback (Jazzanova Remixes) - Sonar Kollektiv (2006)
- Fat Freddys Drop "Flashback" (Jazzanova's Breathe Easy Mix) - Flashback (Jazzanova Remixes) - Sonar Kollektiv (2006)
- Fat Freddys Drop "Flashback" (Jazzanova's Mashed Bag Mix) - Ten Years, Who Cares? - Sonar Kollektiv (2007)

Jazzanova DJ-Mixes
- Circles - Brownswood (1998)
- Sound Of The City Vol. 3 - Berlim - Universal Jazz (1999)
- Jazzanova…Mixing - Sonar Kollektiv (2004)
- Blue Note Trip - Jazzanova - Blue Note (2005)
- Blue Note Trip - Jazzanova - Scrambled / Mashed - Blue Note (2006)
- Jazzanova …Broad Casting - Sonar Kollektiv (2006)
- Jazzanova & Dirk Rumpff … Broad Casting From OFFtrack Radio - Sonar Kollektiv (2007)